# Эозинопения
Эозинопения — снижение количества эозинофилов в периферической крови ниже нижнего предела нормы, соответствующего {\displaystyle 0{,}01\cdot 10^{9}} на литр или 1 % для относительного содержания. Само по себе снижение концентрации эозинофилов не оказывает воздействия на организм, оно может возникнуть на фоне бактериальной или вирусной инфекции, а также в результате сильного стресса, в том числе из-за психических расстройств. Эозинопения не является отдельным заболеванием, но может быть симптомом разных заболеваний и состояний.
Анэозинофилия — полное отсутствие эозинофилов в крови.
Обратное увеличение количества эозинофилов при лечении бактериальной инфекции антибиотиками может быть хорошим и простым ранним маркером правильного подбора терапии.

## Этиология
Основными причинами эозинопении могут быть начало воспалительного процесса, гнойная инфекция, сепсис, корь, брюшной тиф, приём кортикостероидов, синдром гиперкортицизма и сильный стресс.
Острые бактериальные и вирусные инфекции, сопровождающиеся повышением температуры, могут сопровождаться временной эозинопенией. Во время инфекции эозинофилы мигрируют к месту воспаления, поэтому их концентрация в крови уменьшается. При излечении уровень эозиноцитов самостоятельно возвращается к норме.
Кортикостероиды вместе с эозинопенией могут вызывать лимфопению, нейтрофилию и иногда моноцитоз. Наиболее частой причиной эозинопении является приём кортикостероидов. Также она наблюдается при cиндроме гиперкортицизма.

## Патогенез
Опыты на мышах показали, что отсутствие эозинофилов не оказывает заметного воздействия на здоровье животных в лабораторных условиях, что подтверждается наблюдением за людьми, принимающими препараты для снижения количества эозинофилов в крови. Однако по состоянию на 2013 год текущих исследований недостаточно для подтверждения отсутствия негативных эффектов от эозинопении при неоплазии, инфекциях и аутоиммунных заболеваниях.

## Влияние препаратов на уровень эозинофилов
Эксперименты на козах в условиях стресса показали, что предварительное употребление аскорбиновой кислоты может уменьшить степень эозинопении, лимфопении и нейтрофилии, возникающих в результате стресса. Эксперименты на птицах показали, что такой же эффект достигается применением витамина E, а при комбинации двух антиоксидантов эффект слегка усиливается. Также при эозинопении и лимфопении, вызванными гормонами, содержание эозинофилов в крови может увеличиться при употреблении антикоагулянтов, таких как гепарин.